# Comuna Bîstrîțea, Muncaci
Bîstrîțea (în ucraineană Бистриця) este o comună în raionul Muncaci, regiunea Transcarpatia, Ucraina, formată din satele Bîstrîțea (reședința) și Vilhovîțea.

## Demografie
Componența lingvistică a comunei Bîstrîțea
     Ucraineană (98,58%)
     Alte limbi (1,25%)
Conform recensământului din 2001, majoritatea populației comunei Bîstrîțea era vorbitoare de ucraineană (98,58%), existând în minoritate și vorbitori de alte limbi.